# Esteban Casarino
Esteban Casarino, destacado deportista paraguayo de la especialidad de Squash que fue medallista suramericano en Medellín 2010.

Así mismo fue medallista de bronce en los Juegos Panamericanos, Guadalajara 2011. En dichos juegos obtuvo la medalla de bronce en dobles masculinos junto a Nicolás Caballero. Esta fue una de las dos medallas que obtuvo Paraguay en ese certamen.

## Trayectoria
La trayectoria deportiva de Esteban Casarino se identifica por su participación en los siguientes eventos nacionales e internacionales:

### Juegos Suramericanos
Fue reconocido su triunfo de ser el tercer deportista con el mayor número de medallas de la selección de  Paraguay en los juegos de Medellín 2010.

#### Juegos Suramericanos de Medellín 2010
Su desempeño en la novena edición de los juegos, se identificó por obtener un total de 2 medallas:

- , Medalla de bronce: Squash Individual Hombres
- , Medalla de bronce: Squash Dobles Hombres